# Ferenc Fleck
Ferenc Fleck (* 17. Februar 1908 in Budafok im Komitat Pest-Pilis-Solt-Kiskun, heute ein Stadtteil von Budapest; † 25. Februar 1994 in Budapest) war ein ungarischer Schachkomponist. Sein Name ist verbunden mit dem von ihm entwickelten Fleck-Thema, einem Thema der Zweizüger-Schachkomposition. 

## Biografie
Er wuchs als Sohn von Ferenc Fleck und dessen Ehefrau Anna Niederkirchner in der Großgemeinde Budafok auf. Nach dem Besuch der Höheren Handelsschule machte er eine Ausbildung zum Medizintechniker, die er mit der Meisterprüfung abschloss. Danach arbeitete er zunächst in einer Firma, die Brillen herstellte, und später in einer Fabrik, die elektronische Messgeräte produzierte.
Fleck begann mit 18 Jahren, Schachprobleme zu komponieren. Insgesamt soll er an die 1800 Schachkompositionen geschaffen haben, die meisten davon Zweizüger. Für etwa 800 von ihnen erhielt er Auszeichnungen, davon 110 Erste Preise. Fleck wurde fünfmal ungarischer Meister für Schachkomposition, achtmal belegte er den zweiten, dreimal den dritten Rang. Insgesamt 32 Schachaufgaben von Fleck wurden in die FIDE-Alben aufgenommen, davon acht in die Anhänge, eine war ein Gemeinschaftsprodukt mit einem anderen Komponisten. Damit erhielt er 23,5 Punkte und erfüllte die Voraussetzungen für einen FIDE-Meister für Schachkomposition. Unabhängig davon wurde er bereits 1956 zum Internationalen Preisrichter für Schachkomposition und 1988 zum „Honorary Master of Chess Composition“ ernannt. Eine Auswahl von 180 Schachaufgaben aus seinem Schaffen, davon 144 Zweizüger, erschien 1991 in deutscher Sprache in Buchform.
Von 1927 bis 1942 war er aktiver Partiespieler in der Schachabteilung des Vereins Budafoki MTE.
Ferenc Fleck war verheiratet mit der Buchhalterin Julianna Lévai.

## Das Fleck-Thema
1934 veröffentlichte Fleck in der ungarischen Schachzeitschrift Magyar Sakkvilág („Ungarische Schachwelt“) gemeinsam mit Sándor Boros (1907–1944) einen deutschsprachigen Artikel Zweizüger neuen Typs: Fleck-Thema. Preisausschreiben. Die Autoren beklagten einen Mangel an neuen Ideen im Zweizüger und stellten einen von Fleck entwickelten neuen Typ von zweizügigen Mattaufgaben vor, von dem sie sich „ungeahnte Möglichkeiten und farbenfrohe Bewegung“ versprachen. Der Artikel enthielt eine Reihe von Beispielaufgaben und eine Ausschreibung zu einem Thematurnier. Bewerbungen sollten bis zum 1. Mai 1935 an Fleck gesandt werden; als Preisrichter sollten Fleck und Boros selbst fungieren. Es wurden Buchpreise ausgelobt.
Die Beschreibung des Themas lautete wie folgt:

„Im Gegensatz zu den bisherigen Problemen droht hier nach dem Schlüsselzug ein mehrfaches Matt, im Allgemeinen mehr als zweifaches. Das Wesen der Idee beruht auf dem Spiel des Schwarzen, der von den vielen Drohungen nur eine zur Verwirklichung kommen lässt. Dieses charakteristisch betonte Spiel des Schwarzen verhindert die Duale und stempelt sämtliche, nach dem Schlüsselzug auftauchende Drohungen zu Varianten.“

In seinem 1991 erschienenen Buch Ein Lebenslauf, in Problemen erzählt definierte Fleck das Thema so:

„Nach dem Schlüssel kommen mehrfache – mindestens drei – Drohungen zustande, die separat verwirklicht werden. Alle anderen Drohungen fallen durch verschiedene schädliche Problem-Elemente aus. Das Wesen liegt im Differenzierungs-Spiel des Nachziehenden begründet …“

Als „schädliche Problem-Elemente“ sind hier Schädigungen für die weiße Partei zu verstehen. Anders als bei den meisten Themen bringen nämlich beim klassischen Fleck-Thema die schwarzen Paraden keine Schädigungen für den Schwarzen mit sich, sondern nur Stellungsverbesserungen; diese reichen jedoch nicht zur Widerlegung, sondern nur zur Differenzierung der Drohungen aus. Der Schwerpunkt liegt also auf dem Verteidigungsspiel: Es sind ebenso viele schwarze Paraden wie Drohungen erforderlich, und jede dieser Paraden muss alle Drohungen bis auf eine ausschließen, so dass jede Drohung genau einmal verwirklicht wird.
Besonders häufig nachgedruckt wurde die letzte der in dem Artikel enthaltenen Kompositionen von Fleck:
|   | a | b | c | d | e | f | g | h |   |
| 8 |   |   |   |   |   |   |   |   | 8 |
| 7 |   |   |   |   |   |   |   |   | 7 |
| 6 |   |   |   |   |   |   |   |   | 6 |
| 5 |   |   |   |   |   |   |   |   | 5 |
| 4 |   |   |   |   |   |   |   |   | 4 |
| 3 |   |   |   |   |   |   |   |   | 3 |
| 2 |   |   |   |   |   |   |   |   | 2 |
| 1 |   |   |   |   |   |   |   |   | 1 |
|   | a | b | c | d | e | f | g | h |   |

Lösung:
1. Sc3! droht vierfach 2. Lc7, 2. Dc7, 2. Ld4 und 2. Dd4 matt, von den vier Matts drohen also jeweils zwei auf demselben Feld.
Die vier möglichen schwarzen Züge verhindern jeweils drei weiße Mattzüge und lassen nur einen zu:
1. … c5 (sperrt die Zug- und Deckungslinie des Läufers nach d4) 2. Lc7 matt,
1. … Ld5 (sperrt die Zug- und Deckungslinie der Dame nach d4) 2. Dc7 matt,
1. … Lf5 (sperrt die Deckungslinie des Turms nach f6 und die Deckungslinie des Läufers nach e6) 2. Ld4 matt,
1. … Lf3 (sperrt die Deckungslinie des Turms nach f4 und f6) 2. Dd4 matt.
Die Aufgabe wurde auch in das FIDE-Album 1914–1944 aufgenommen.

### Gebundener und freier, primärer und sekundärer Fleck
In ihrer ursprünglichen Ausschreibung bestanden Fleck und Boros auf Dualfreiheit, das heißt, auf jeden möglichen schwarzen Zug sollte nur eine Drohung zum Erfolg führen. Diese Spielart des Fleck-Themas wurde später als „gebundener Fleck“ bezeichnet. Da auf jeden möglichen schwarzen Zug ein dualfreies Matt besteht und die Mehrfachdrohung in keiner Variante zur Ausführung kommt, nähert sich der gebundene Fleck, wie Fleck selbst meint, den Zugzwang-Kompositionen an („white-to-play“). Daneben etablierte sich jedoch auch der „freie Fleck“, bei dem die differenzierenden Paraden des Schwarzen nur eine Auswahl der möglichen schwarzen Antworten darstellen. In diesem Fall kann es auf manche schwarzen Züge mehrere verschiedene Matts (Mattduale) geben.
Das obige Stammproblem ist ein vierfacher gebundener Fleck, ein weiteres Beispiel dafür findet sich im Artikel Willy Roscher. Die bei Otto Strerath enthaltene Aufgabe ist hingegen dem freien Fleck-Typ zuzurechnen, da es schwarze Züge gibt, nach denen mehrere verschiedene Matts möglich sind. 
Streraths Komposition illustriert auch eine weitere Unterscheidung: Hier tritt die Mehrfachdrohung nicht sofort nach dem Schlüssel auf, sondern erst durch den (beliebigen) Wegzug des schwarzen Turms, also durch die schwarze Verteidigung. Diese Form des Fleck-Themas wird als „sekundärer Fleck“ bezeichnet, während beim „primären Fleck“ (alle anderen hier angeführten Beispiele) der Schlüsselzug unmittelbar die thematischen Drohungen aufstellt.

### Der Karlström-Fleck
Das Fleck-Thema erwies sich als eine außerordentlich fruchtbare Idee, die bis in die Gegenwart in Hunderten von Schachkompositionen realisiert wird. Auf großes Interesse bei den Schachkomponisten stieß insbesondere die Weiterentwicklung zum Karlström-Fleck durch den Norweger Alfred Karlström (1907–1967). Karlström ergänzte die Differenzierungsparaden oder „Fleck-Paraden“ des Schwarzen durch eine gleiche Anzahl an Totalparaden, also schwarze Züge, die alle Drohungen zugleich parieren und stattdessen jeweils ein neues Matt ermöglichen.
|   | a | b | c | d | e | f | g | h |   |
| 8 |   |   |   |   |   |   |   |   | 8 |
| 7 |   |   |   |   |   |   |   |   | 7 |
| 6 |   |   |   |   |   |   |   |   | 6 |
| 5 |   |   |   |   |   |   |   |   | 5 |
| 4 |   |   |   |   |   |   |   |   | 4 |
| 3 |   |   |   |   |   |   |   |   | 3 |
| 2 |   |   |   |   |   |   |   |   | 2 |
| 1 |   |   |   |   |   |   |   |   | 1 |
|   | a | b | c | d | e | f | g | h |   |

Lösung:
1. f7! droht dreifach 2. fxe8D, 2. f8S und 2. Sf8 matt.
Die drei schwarzen Differenzierungs- oder Fleck-Paraden sind:
1. … Lxg7 (deckt f8) 2. fxe8D matt,
1. … Lxd7 (Schlag des Springers und Schlagflucht) 2. f8S matt,
1. … Lxf7 (Schlag des Bauern) 2. Sf8 matt.
Dazu kommt die gleiche Anzahl an Totalparaden oder Karlström-Paraden, jeweils mit Neumatts:
1. … Kxd7 (Königsflucht) 2. Dc8 matt, 
1. … dxe5 (Räumung des Fluchtfelds d6) 2. Dc6 matt,
1. … fxg4 (Räumung des Fluchtfelds f5) 2. Dxg4 matt.
Das ist ein gebundener Karlström-Fleck, weil alle möglichen schwarzen Züge thematische Paraden sind. Bemerkenswert ist, dass es sich dabei durchweg um Schlagfälle handelt und dass die Totalparaden jeweils mit Damenmatts beantwortet werden.

## Schriften
- Mit Sándor Boros: Zweizüger neuen Typs: Fleck-Thema. Preisausschreiben – Verseny pályázat. In: Magyar sakkvilág, 1934, Rendkívüli szám (Sondernummer), S. 313–316.
- Ein Lebenslauf, in Problemen erzählt. Mit einem Vorwort von Walter Fentze. Selbstverlag Fentze, Nürnberg, 1991.